# Thelebolaceae
Thelebolaceae is een familie van de Leotiomycetes, behorend tot de orde van Thelebolales. 

## Taxonomie
De familie Phacidiaceae bestaat uit de volgende geslachten:
- Antarctomyces
- Ascophanus
- Ascozonus
- Caccobius
- Coprobolus
- Coprotiella
- Coprotus
- Dennisiopsis
- Leptokalpion
- Mycoarctium
- Ochotrichobolus
- Pseudascozonus
- Ramgea
- Thelebolus